# Liste d'espèces archéennes dont le génome est séquencé
Cet article présente une liste  (qui peut ne pas être à jour)  d'espèces d'Archées dont le génome a été séquencé.

## Liste
| Espèce                                         | Souche                                                                              | Nombre de paires de bases | Nombre de gènes                                    | Base de données de dépôt                  | Numéro d'entrée                  |
| ---------------------------------------------- | ----------------------------------------------------------------------------------- | ------------------------- | -------------------------------------------------- | ----------------------------------------- | -------------------------------- |
| Aeropyrum pernix                               | K1                                                                                  | 1,669,695                 | 2,694                                              | EMBL/GenBank/DDBJ                         | AP000058-AP000064                |
| Archaeoglobus fulgidus                         | DSM4304                                                                             | 2,178,400                 | 2,436                                              | GenBank                                   | AE000782                         |
| Haloarcula marismortui                         | ATCC43049 (total)                                                                   | 4,274,642 (total)         | 4242 (total)                                       | GenBank                                   | AY596290–AY596298                |
| Haloarcula marismortui                         | Chromosome I                                                                        | 3,131,724                 | 4242 (total)                                       | GenBank                                   | AY596298                         |
| Haloarcula marismortui                         | Chromosome II                                                                       | 288,050                   | 4242 (total)                                       | GenBank                                   | AY5962907                        |
| Haloarcula marismortui                         | réplicon pNG700                                                                     | 410,554                   | 4242 (total)                                       | GenBank                                   | AY596296                         |
| Haloarcula marismortui                         | réplicon pNG600                                                                     | 155,300                   | 4242 (total)                                       | GenBank                                   | AY596295                         |
| Haloarcula marismortui                         | réplicon pNG500                                                                     | 155,300                   | 4242 (total)                                       | GenBank                                   | AY596294                         |
| Haloarcula marismortui                         | réplicon pNG400                                                                     | 155,300                   | 4242 (total)                                       | GenBank                                   | AY596293                         |
| Haloarcula marismortui                         | réplicon pNG300                                                                     | 155,300                   | 4242 (total)                                       | GenBank                                   | AY596292                         |
| Haloarcula marismortui                         | réplicon pNG200                                                                     | 33,452                    | 4242 (total)                                       | GenBank                                   | AY596291                         |
| Haloarcula marismortui                         | réplicon pNG100                                                                     | 33,303                    | 4242 (total)                                       | GenBank                                   | AY596290                         |
| Halobacterium species                          | NRC-1 (chromosome)                                                                  | 2,014,239                 | 2,111                                              | GenBank                                   | AE004437                         |
| Halobacterium species                          | NRC-1 (réplicon pNRC100)                                                            | 191,346                   | 197                                                | GenBank                                   | AF016485                         |
| Halobacterium species                          | NRC-1 (réplicon pNRC200)                                                            | 365,425                   | 374                                                | GenBank                                   | AE004438                         |
| Methanobacterium thermoautotrophicum           | delta-H                                                                             | 1,751,377                 | 1,855                                              | GenBank                                   | AE000666                         |
| Methanocaldococcus jannaschii                  | DSM2661 (1 chromosome circulaire + 1 grand ECE circulaire + 1 petit ECE circulaire) | 1,664,976+58,407+16,550   | 1,738=1682+44+12                                   | Genome Sequence Database[réf. nécessaire] | L77117, L77118, L77119           |
| Methanococcoides burtonii                      | DSM 6242                                                                            | 2,575,032                 | 2,273                                              | GenBank (autres ?)                        | CP000300                         |
| Methanococcus maripaludis                      | S2                                                                                  | 1,661,137                 | 1,722                                              | EMBL/GenBank/DDBJ/ORNL                    | BX950229                         |
| Methanopyrus kandleri                          | AV19                                                                                | 1,694,969                 | 1,692                                              | GenBank                                   | AE009439                         |
| Methanosarcina acetivorans                     | C2A                                                                                 | 5,751,492                 | 4,524                                              | GenBank                                   | AE010299                         |
| Methanosarcina barkeri                         | Fusaro (Chromosome)                                                                 | 4,837,408                 | 3,680                                              | GenBank/JGI IMG                           | GenBank:NC_007355 JGI:623520000  |
| Methanosarcina barkeri                         | Fusaro (Plasmide)                                                                   | 36,358                    | 18                                                 | GenBank/JGI IMG                           | GenBank:NC_007349 JGI: 623520000 |
| Methanosarcina mazei                           | Goe1                                                                                | 4,096,345                 | 3,371                                              | ERGO/GenBank/G2L                          | GenBank: AE008384                |
| Methanosphaera stadtmanae                      | DSM3091                                                                             | 1,767,403                 | 1,534                                              | EMBL/GenBank/DDBJ                         | CP000102                         |
| Methanospirillum hungatei (pas de publication) | JF-1                                                                                | 3,544,738                 | 3,304                                              | GenBank                                   | NC_007796                        |
| Nanoarchaeum equitans                          | Kin4M                                                                               | 490,885                   | 552                                                | EMBL/GenBank/DDBJ                         | AACL01000000                     |
| Natronomonas pharaonis                         | DSM 2160 (chromosome)                                                               | 2,595,221                 | 2,675                                              | EMBL                                      | CR936257                         |
| Natronomonas pharaonis                         | DSM 2160 (réplicon PL131)                                                           | 130,989                   | 132                                                | EMBL                                      | CR936258                         |
| Natronomonas pharaonis                         | DSM 2160 (réplicon PL23)                                                            | 23,486                    | 36                                                 | EMBL                                      | CR936259                         |
| Picrophilus torridus                           | DSM9790                                                                             | 1,545,900                 | 1,535                                              | GenBank                                   | AE017261                         |
| Pyrobaculum aerophilum                         | IM2                                                                                 | 2,222,430                 | 2,587                                              | GenBank                                   | AE009441                         |
| Pyrococcus abyssi (pas de publication)         | GE5                                                                                 | 1,765,118                 | 1,788                                              | EMBL                                      | AL096836                         |
| Pyrococcus furiosus                            | DSM3638                                                                             | 1,908,256                 | 2228                                               | GenBank                                   | AE009950                         |
| Pyrococcus horikoshii                          | OT3                                                                                 | 1,738,505                 | 2,061                                              | EMBL/GenBank/DDBJ                         | AP000001-AP000007                |
| Sulfolobus acidocaldarius                      | DSM639                                                                              | 2,225,959                 | 2,292                                              | EMBL/GenBank/Sulfolobus database          | GenBank/EMBL:CP000077            |
| Sulfolobus solfataricus                        | P2                                                                                  | 2,992,245                 | 2,995                                              | EMBL/GenBank                              | AE006641                         |
| Sulfolobus tokodaii                            | 7                                                                                   | 2,694,756                 | 2,826                                              | EMBL/GenBank/DDBJ                         | AP000981–AP000990                |
| Thermococcus kodakaraensis                     | KOD1                                                                                | 2,088,737                 | 2,306                                              | EMBL/GenBank/DDBJ                         | AP006878                         |
| Thermoplasma acidophilum                       | DSM1728                                                                             | 1,564,905                 | 1,509                                              | EMBL                                      | AL139299                         |
| Thermoplasma volcanium                         | GSS1                                                                                | 1,584,799                 | 5,321 (mais voir discussion dans l'article source) | GenBank                                   | AP000991–AP000996                |